# Lista planetelor minore: 58001–59000
| Nume                                            | Denumire provizorie                             | Data descoperirii                               | Locul descoperirii                              | Descoperitor(i)                                 |                                                 |                                                 |                                                 |                                                 |                                                 |                                                 |                                                 |                                                 |                                                 |                                                 |                                                 |                                                 |                                                 |                                                 |                                                 |                                                 |                                                 |                                                 |                                                 |                                                 |                                                 |                                                 |                                                 |                                                 |                                                 |                                                 |                                                 |                                                 |                                                 |                                                 |                                                 |                                                 |                                                 |                                                 |                                                 |                                                 |                                                 |                                                 |                                                 |                                                 |                                                 |                                                 |                                                 |                                                 |                                                 |
| 58001–58100 Lista planetelor minore/58001–58100 | 58001–58100 Lista planetelor minore/58001–58100 | 58001–58100 Lista planetelor minore/58001–58100 | 58001–58100 Lista planetelor minore/58001–58100 | 58001–58100 Lista planetelor minore/58001–58100 | 58101–58200 Lista planetelor minore/58101–58200 | 58101–58200 Lista planetelor minore/58101–58200 | 58101–58200 Lista planetelor minore/58101–58200 | 58101–58200 Lista planetelor minore/58101–58200 | 58101–58200 Lista planetelor minore/58101–58200 | 58201–58300 Lista planetelor minore/58201–58300 | 58201–58300 Lista planetelor minore/58201–58300 | 58201–58300 Lista planetelor minore/58201–58300 | 58201–58300 Lista planetelor minore/58201–58300 | 58201–58300 Lista planetelor minore/58201–58300 | 58301–58400 Lista planetelor minore/58301–58400 | 58301–58400 Lista planetelor minore/58301–58400 | 58301–58400 Lista planetelor minore/58301–58400 | 58301–58400 Lista planetelor minore/58301–58400 | 58301–58400 Lista planetelor minore/58301–58400 | 58401–58500 Lista planetelor minore/58401–58500 | 58401–58500 Lista planetelor minore/58401–58500 | 58401–58500 Lista planetelor minore/58401–58500 | 58401–58500 Lista planetelor minore/58401–58500 | 58401–58500 Lista planetelor minore/58401–58500 | 58501–58600 Lista planetelor minore/58501–58600 | 58501–58600 Lista planetelor minore/58501–58600 | 58501–58600 Lista planetelor minore/58501–58600 | 58501–58600 Lista planetelor minore/58501–58600 | 58501–58600 Lista planetelor minore/58501–58600 | 58601–58700 Lista planetelor minore/58601–58700 | 58601–58700 Lista planetelor minore/58601–58700 | 58601–58700 Lista planetelor minore/58601–58700 | 58601–58700 Lista planetelor minore/58601–58700 | 58601–58700 Lista planetelor minore/58601–58700 | 58701–58800 Lista planetelor minore/58701–58800 | 58701–58800 Lista planetelor minore/58701–58800 | 58701–58800 Lista planetelor minore/58701–58800 | 58701–58800 Lista planetelor minore/58701–58800 | 58701–58800 Lista planetelor minore/58701–58800 | 58801–58900 Lista planetelor minore/58801–58900 | 58801–58900 Lista planetelor minore/58801–58900 | 58801–58900 Lista planetelor minore/58801–58900 | 58801–58900 Lista planetelor minore/58801–58900 | 58801–58900 Lista planetelor minore/58801–58900 | 58901–59000 Lista planetelor minore/58901–59000 | 58901–59000 Lista planetelor minore/58901–59000 | 58901–59000 Lista planetelor minore/58901–59000 | 58901–59000 Lista planetelor minore/58901–59000 | 58901–59000 Lista planetelor minore/58901–59000 |
| ----------------------------------------------- | ----------------------------------------------- | ----------------------------------------------- | ----------------------------------------------- | ----------------------------------------------- | ----------------------------------------------- | ----------------------------------------------- | ----------------------------------------------- | ----------------------------------------------- | ----------------------------------------------- | ----------------------------------------------- | ----------------------------------------------- | ----------------------------------------------- | ----------------------------------------------- | ----------------------------------------------- | ----------------------------------------------- | ----------------------------------------------- | ----------------------------------------------- | ----------------------------------------------- | ----------------------------------------------- | ----------------------------------------------- | ----------------------------------------------- | ----------------------------------------------- | ----------------------------------------------- | ----------------------------------------------- | ----------------------------------------------- | ----------------------------------------------- | ----------------------------------------------- | ----------------------------------------------- | ----------------------------------------------- | ----------------------------------------------- | ----------------------------------------------- | ----------------------------------------------- | ----------------------------------------------- | ----------------------------------------------- | ----------------------------------------------- | ----------------------------------------------- | ----------------------------------------------- | ----------------------------------------------- | ----------------------------------------------- | ----------------------------------------------- | ----------------------------------------------- | ----------------------------------------------- | ----------------------------------------------- | ----------------------------------------------- | ----------------------------------------------- | ----------------------------------------------- | ----------------------------------------------- | ----------------------------------------------- | ----------------------------------------------- |

| Predecesor: 57001–58000 | Lista planetelor minore 58001–59000 Semnificații ale numelor: 58001–59000 | Succesor: 59001–60000 |